# Gemelos 26
Els Gemelos 26 són dos gratacels bessons situats a Benidorm (Marina Baixa), de 114 metres i 33 plantes cadascun. Gemelos és una «marca» que compta amb nombrosos edificis de torres a Benidorm (com Coblanca), i aquest complex és el més alt. El cim està rematat amb una punta de cristall per darrere i un bloc quadrat de formigó vist per davant. Gran part de les seues unitats es destinen a lloguer vacacionals.
El complex residencial es va construir l'any 2009 i entre les seues instal·lacions es troben una pista de tennis, tres pistes de pàdel, parc infantil, zona enjardinada amb palmeres i dues piscines (una d'elles climatizada). Se situa a uns 750 metres de la Platja de Llevant.